# بابلو فورنالس
بابلو فورنالس مالا (بالإسبانية: Pablo Fornals Malla)‏ (مواليد 22 فبراير 1996 في قسطلونة، إسبانيا - ) هو لاعب كرة قدم إسباني، يلعب مع نادي ريال بيتيس في الدوري الاسباني و‌منتخب إسبانيا لكرة القدم في مركز خط الوسط.

## روابط خارجية
- بابلو فورنالس على موقع الاتحاد الأوربي (الإنجليزية)
- بابلو فورنالس على موقع قاعدة بيانات كرة القدم.إي يو (الإنجليزية)
- بابلو فورنالس على موقع ناشيونال فوتبول تيمز (الإنجليزية)
- بابلو فورنالس على موقع Soccerbase.com (لاعب) (الإنجليزية)
- بابلو فورنالس على موقع Soccerway.com (الإنجليزية)
- بابلو فورنالس على موقع عالم كرة القدم.نت (الإنجليزية)
- بابلو فورنالس على موقع AS.com (الإسبانية)